# Ferdinand Tönnies
Ferdinand Tönnies (født 26. juli 1855 i Oldenswort, død 9. april 1936 i Kiel) var en tysk sociolog og filosof.

## Værker
- De Jove Ammone questionum specimen, Phil. Diss., Tübingen 1877
- Gemeinschaft und Gesellschaft. Abhandlung des Communismus und des Socialismus als empirischer Culturformen, ([1887]; [²1912 Gemeinschaft und Gesellschaft. Grundbegriffe der reinen Soziologie], Ferdinand Tönnies: Gemeinschaft und Gesellschaft. 1880-1935., hrsg. v. Bettina Clausen und Dieter Haselbach, De Gruyter, Berlin/Boston 2019 = Ferdinand Tönnies Gesamtausgabe, Band 2).
- Der Nietzsche-Kultus, [1897], Tönnies-Forum, Kiel ²2005
- Schiller als Zeitbürger und Politiker, Buchverlag der Hilfe, Berlin-Schöneberg 1905
- Strafrechtsreform, Pan, Berlin 1905
- Philosophische Terminologie in psychologisch-soziologischer Ansicht, Thomas, Leipzig 1906
- Die Sitte, Rütten & Loening, Frankfurt am Main 1909
- Die soziale Frage, [1907], Die soziale Frage bis zum Weltkriege, ed. Cornelius Bickel, Walter de Gruyter, Berlin/New York 1989
- Thomas Hobbes, der Mann und der Denker, 1910
- Der englische Staat und der deutsche Staat, Karl Curtius, Berlin 1917
- Weltkrieg und Völkerrecht, S. Fischer Verlag, Berlin 1917
- Theodor Storm, Karl Curtius, Berlin 1917
- Kritik der öffentlichen Meinung, [1922], 2002 (Ferdinand Tönnies Gesamtausgabe, XIV)
- Soziologische Studien und Kritiken, I-III, Jena 1924, 1926, 1929
- Einführung in die Soziologie, [1931], (Reprint: Edition Classic, VDM Verlag Dr. Müller 2006, ISBN 3-86550-600-3)
- Geist der Neuzeit, [1935], 1998 (Ferdinand Tönnies Gesamtausgabe, XXII, Walter de Gruyter, Berlin/New York 1998, 3-223)
- Die Tatsache des Wollens, ed. Jürgen Zander, Duncker & Humblot, Berlin 1982
- Ferdinand Tönnies – Harald Höffding. Briefwechsel, ed. Cornelius Bickel/Rolf Fechner, Duncker & Humblot, Berlin 1989

- Ferdinand Tönnies Gesamtausgabe, I-XXIV, ed. Lars Clausen (-2010)/Alexander Deichsel/Cornelius Bickel/Rolf Fechner (-2006)/Carsten Schlüter-Knauer/Uwe Carstens (2006- ), Walter de Gruyter, Berlin/New York 1998.

- Soziologische Schriften 1889-1905, ed. Rolf Fechner, Profil-Verlag, Munich/Vienna: Profil 2008
- Schriften und Rezensionen zur Anthropologie, ed. Rolf Fechner, Profil-Verlag, Munich/Vienna: Profil 2009
- Schriften zu Friedrich Schiller, ed. Rolf Fechner, Profil-Verlag, Munich/Vienna: Profil 2009
- Schriften und Rezensionen zur Religion, ed. Rolf Fechner, Profil-Verlag, Munich/Vienna: Profil 2010
- Geist der Neuzeit, ed. Rolf Fechner, Profil-Verlag, Munich/Vienna: Profil 2010